# Ramodatodes sericeum
Ramodatodes sericeum là một loài bọ cánh cứng trong họ Cerambycidae.